# Белшер
Белше́р (каз. Белшер) — село у складі Іргізького району Актюбінської області Казахстану. Входить до складу Нуринського сільського округу.
У радянські часи село називалось Бельчер.
Населення — 210 осіб (2021; 192 у 2009, 317 у 1999, 296 у 1989).